# Drugi rząd Petera O’Neilla
Drugi rząd Petera O’Neilla – rząd pod kierownictwem premiera Petera O’Neilla, zaprzysiężony przez gubernatora generalnego Papui-Nowej Gwinei Boba Dadae 9 sierpnia 2017.
Rząd powstał po wyborach parlamentarnych, które odbyły się w dniach 24 czerwca 2017 - 8 lipca 2017. 26 maja 2019 premier O’Neill wskutek utraty większości parlamentarnej i pogłębiającego się kryzysu politycznego podał się do dymisji
| Funkcja                                                         | Minister          |
| --------------------------------------------------------------- | ----------------- |
| - premier - Minister sportu - Minister APEC                     | Peter O'Neill     |
| - wicepremier - Minister skarbu państwa                         | Charles Abel      |
| - Minister stosunków międzyrządowych                            | Kevin Isifu       |
| - Minister finansów                                             | James Marape      |
| - Minister planowania i monitorowania                           | Richard Maru      |
| - Minister służby publicznej                                    | Elias Kapavore    |
| - Minister ropy naftowej i energii                              | Fabian Pok        |
| - Minister gruntów i planowania przestrzennego                  | Justin Tkatchenko |
| - Minister spraw zagranicznych i handlu                         | Rimbink Pato      |
| - Minister mieszkalnictwa i urbanizacji                         | John Kaupa        |
| - Minister policji                                              | Jelta Wong        |
| - Minister szkolnictwa wyższego, badań, nauki i technologii     | Pila Ninigi       |
| - Minister ds. Bougainville                                     | Fr Simon Dumarinu |
| - Minister lotnictwa cywilnego                                  | Alfred Manasseh   |
| - Minister obrony                                               | Solan Mirisim     |
| - Minister pracy i realizacji                                   | Michael Nali      |
| - Minister przedsiębiorstw publicznych i inwestycji państwowych | William Duma      |
| - Minister handlu i przemysłu                                   | Wera Mori         |
| - Minister ochrony środowiska i zmian klimatycznych             | John Pundari      |
| - Minister rolnictwa i hodowli zwierząt                         | Benny Allan       |
| - Minister transportu                                           | Westly Nukundi    |
| - Minister pracy i stosunków przemysłowych                      | Mehrra Kipefa     |
| - Minister komunikacji i technologii informacyjnych             | Francis Maneke    |
| - Minister religii, młodzieży i rozwoju społeczności            | Soroi Eoe         |
| - Minister zdrowia i HIV/AIDS                                   | Sir Puka Temu     |
| - Minister edukacji                                             | Nick Kuman        |
| - Minister rybołówstwa                                          | Patrick Basa      |
| - Minister więziennictwa                                        | Roy Biyama        |
| - Minister kultury i turystyki                                  | Emil Tamur        |
| - Minister imigracji i ochrony granic                           | Petrus Thomas     |
| - Minister sprawiedliwości - Prokurator generalny               | Davis Steven      |
| - Minister leśnictwa                                            | Douglas Tomuriesa |
| - Minister górnictwa                                            | Johnson Tuke      |